# Jürgen Klopp
Jürgen Norbert Klopp (phát âm tiếng Đức: [ˈjʏʁɡn̩ ˈklɔp] ⓘ; sinh ngày 16 tháng 6 năm 1967) là một cựu cầu thủ và huấn luyện viên bóng đá người Đức. Ông từng là huấn luyện viên trưởng của các câu lạc bộ như Mainz 05, Borussia Dortmund và thành công nhất là khi ông dẫn dắt câu lạc bộ Liverpool với 8 danh hiệu lớn nhỏ cùng 7 danh hiệu khác nhau trong sự nghiệp cầm quân. Ông còn được biết đến là một trong những huấn luyện viên hay nhất thế giới.
Từ năm 1990 cho tới năm 2001 ông chơi cho đội 1. FSV Mainz 05 tại 2. Bundesliga. Ngay sau đó ông được mời làm huấn luyện viên cho câu lạc bộ này và vào mùa 2003–04 đã thành công đưa đội lên hạng Bundesliga. Từ 2008 cho tới 2015, ông huấn luyện cho Borussia Dortmund, đội bóng vô địch Bundesliga mùa giải 2010–11 và 2011–12. Ngoài vô địch giải này, đội bóng của ông còn đoạt được DFB-Pokal. Ngoài ra ông cùng với Borussia Dortmund còn được vào chung kết UEFA Champions League 2012–13. Từ đầu tháng 10 năm 2015 ông làm huấn luyện viên cho đội Liverpool tại Premier League. Ông đã dẫn dắt Liverpool vô địch UEFA Champions League 2018–19 và Premier League 2019–20.

## Sự nghiệp cầu thủ

### Khởi nghiệp
Klopp được sinh ra ở Stuttgart, thủ phủ của Baden-Württemberg và lớn lên với gia đình gồm cha mẹ và hai người chị gái tại thị trấn Glatten của Freudenstadt ở làng Schwarzwald. Ông bắt đầu chơi bóng cho Tus Ergenzingen khi là một cầu thủ nghiệp dư, sau đó là thời gian chơi cho 1. FC Pforzheim và ba đội bóng vùng Frankfurt, SG Eintracht Frankfurt (U23), Viktoria Sindlingen và Rot-Weiss Frankfurt trong suốt thời niên thiếu. Năm 1990 trong những trận đấu play-off của RW Frankfurt đối đầu FSV Mainz 05 để quảng bá cho 2. Bundesliga, anh thu hút được sự chú ý của huấn luyện viên Mainz và được ký hợp đồng cùng họ mùa hè năm đó, trở thành cầu thủ bóng đá chuyên nghiệp.

### Mainz 05
Klopp là cầu thủ chuyên nghiệp của Mainz 05 đá ở giải hạng 2 Bundesliga từ 1990 đến 2001. Trong khoảng thời gian này, ông đã chơi cho đội tổng cộng 325 trận, trở thành người giữ kỉ lục tại giải đấu này. Ban đầu ông chơi ở vị trí tiền đạo, sau đó chuyển sang chơi hậu vệ vào năm 1995.

## Sự nghiệp huấn luyện viên

### Mainz 05 (2001-2008)

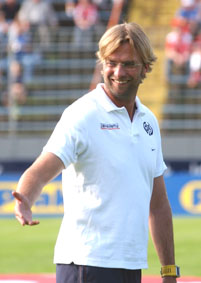
Klopp với Mainz 05 năm 2008

Sau khi giã từ sự nghiệp cầu thủ tại Mainz 05, Klopp được bổ nhiệm làm huấn luyện viên của câu lạc bộ thay thế người tiền nhiệm vừa bị sa thải Eckhard Krautzun vào ngày 27 tháng 2 năm 2001. Ngày hôm sau, Klopp đã chỉ đạo trận đấu đầu tiên của đội bóng, chứng kiến thắng lợi đảm bảo 1-0 trên sân nhà trước MSV Duisburg. Ông vẫn là huấn luyện viên của đội trong bảy năm và dẫn dắt Mainz lần đầu tiên thi đấu tại Bundesliga, và giành vé tham dự Cúp UEFA 2005–06. Cuối mùa giải 2006-07, Mainz 05 bị xuống hạng, nhưng Klopp vẫn quyết định ở lại với câu lạc bộ. Tuy nhiên, với việc Klopp và ban lãnh đạo không đạt được thỏa thuận, ông đã từ chức vào cuối mùa giải 2007-08. Ông kết thúc với kỉ lục 109 chiến thắng, 78 trận hòa và 83 thất bại.

### Borussia Dortmund (2008-2015)

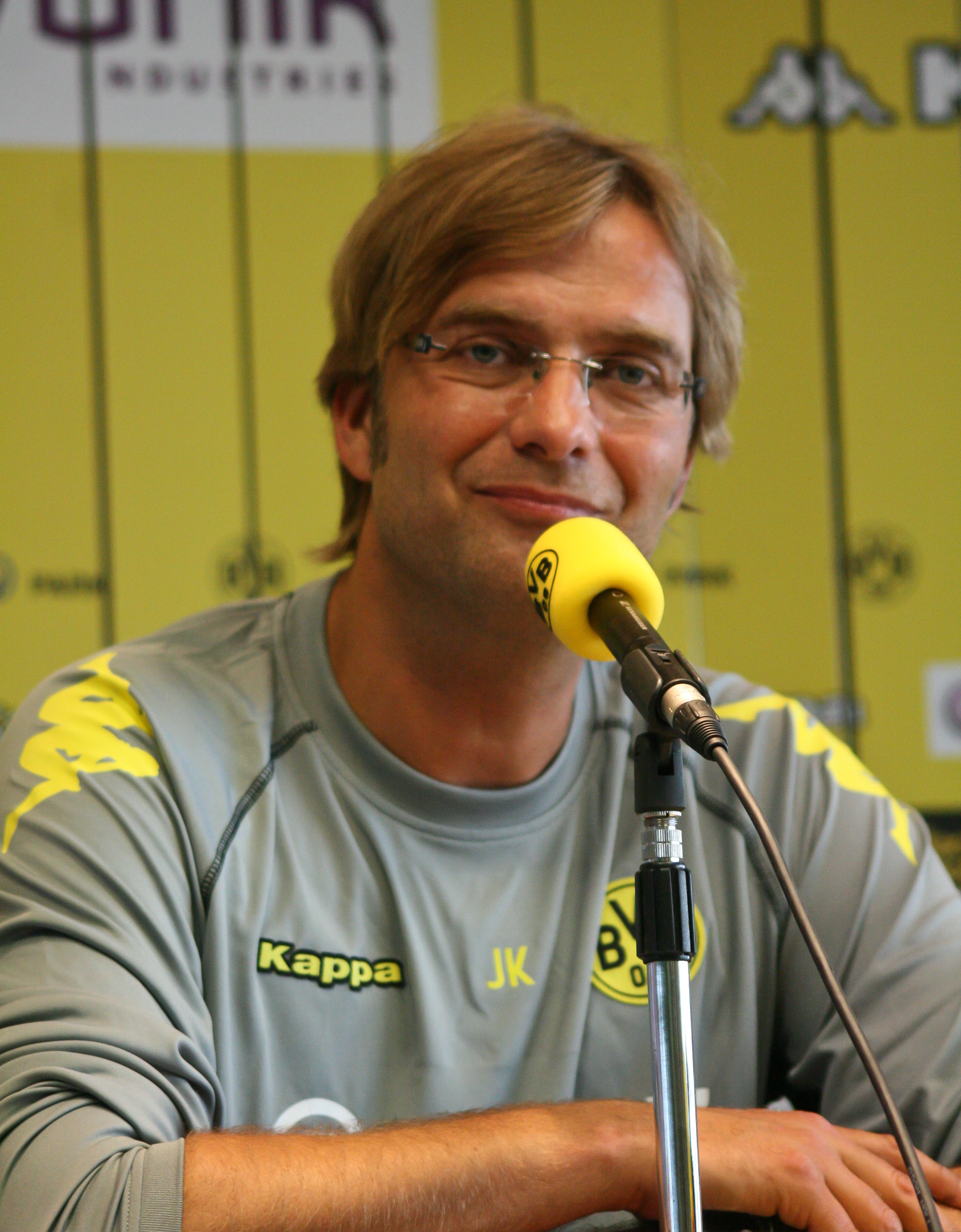
Jürgen Klopp là HLV của BVB năm 2008

Tháng 5 năm 2008, Klopp được tiếp cận để trở thành huấn luyện viên của Borussia Dortmund, đội vừa có 1 mùa giải đáng thất vọng với vị trí thứ 13 dưới thời người tiền nhiệm Thomas Doll. Từ ngày 01 tháng bảy 2008, Klopp chính thức trở thành Huấn luyện viên đội bóng vùng Ruhr chơi tại giải đấu cao nhất nước Đức Bundesliga với bản hợp đồng hai năm. Ở mùa giải đầu tiên nắm quyền, Klopp đã cùng Borussia Dortmund đánh bại Bayern Munich để giành DFB-Supercup và đứng thứ 6 trên bảng xếp hạng. Mùa giải kế tiếp, Dortmund kết thúc ở vị trí thứ 5, trước khi giành cú đúp Bundesliga 2010–11 và 2011–12.
Ở mùa giải 2011-12, Dortmund đã trở thành đội giành được nhiều điểm nhất trong một mùa Bundesliga với 81 điểm, và 47 điểm có được ở lượt về Bundesliga và giúp đội thiết lập 1 kỉ lục mới. Trận thắng thứ 25 ở mùa giải của Borussia Dortmund đã giúp cân bằng kỉ lục mùa 1972-73 của Bayern Munich, trong khi chuỗi 28 trận bất bại tại Bundesliga của họ là kết quả tốt nhất từng được ghi nhận tại giải đấu cao nhất nước Đức. Những kỷ lục điểm số này đều bị Bayern Munich phá vỡ ở mùa giải 2012-2013. Ngày 12 tháng 5 năm 2012, Klopp đi vào lịch sử câu lạc bộ khi vượt qua Bayern Munich 5–2 trong trận chung kết DFB-Pokal để giành cú đúp giải quốc nội. Ông miêu tả chiến tích này là "tốt hơn cả những gì (ông) có thể tưởng tượng".

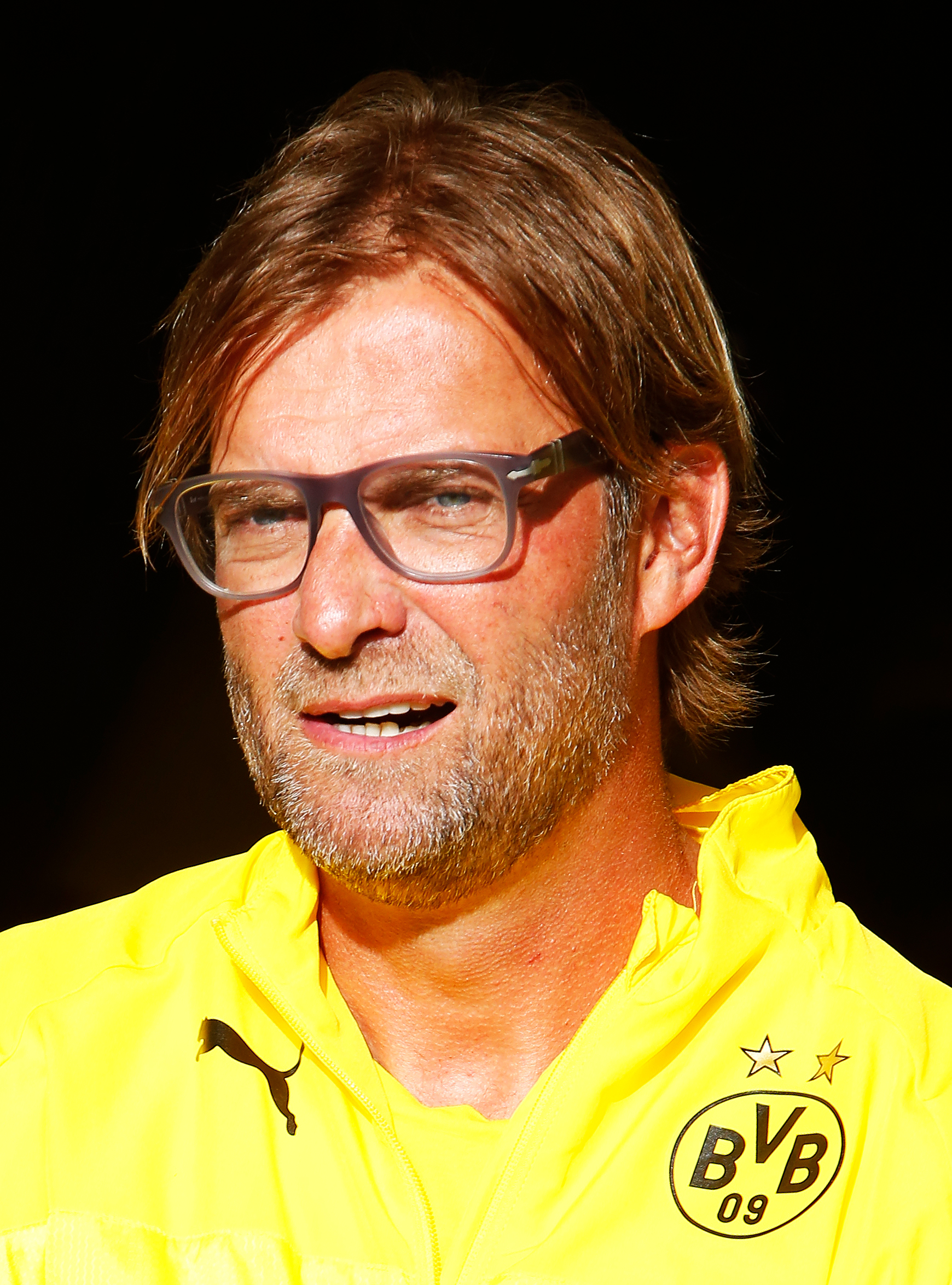
Klopp với Borussia Dortmund năm 2014

Phong độ của Dortmund trong mùa 2012-13 không còn ấn tượng như chiến dịch trước đó, khi Klopp khẳng định rằng đội bóng của ông sẽ tập trung vào UEFA Champions League để bù đắp nỗi thất vọng của họ trong những trận đấu ở mùa giải trước. Đội bóng của Klopp đối đầu Manchester City, Real Madrid và Ajax nằm trong bảng tử thần. Tuy nhiên họ không để thua một trận đấu nào và đứng đầu bảng đấu với màn trình diễn thuyết phục, đặc biệt là trước Madrid của José Mourinho. Đội bóng vàng-đen vượt qua tất cả để tiến đến trận chung kết, gặp lại Real Madrid ở vòng bán kết của giải đấu. Sau một kết quả mĩ mãn trên sân nhà ở lượt đi với chiến thắng đậm đà 4-1, Dortmund để thua 2-0 trên sân khách ở lượt về và suýt lỡ hẹn với trận chung kết. Dortmund sau đó để thua 1-2 trước Bayern Munich ở trận chung kết với bàn thắng ở phút 89 của Arjen Robben.
Vào đầu mùa 2012-13, bản hợp đồng có hiệu lực đến năm 2014 của Klopp với CLB Borussia Dortmund đã được gia hạn kéo dài đến tháng 6 năm 2018. Klopp đã nhận án phạt 10,000 Mác sau khi bị đuổi khỏi sân trong trận đấu tại Bundesliga đối đầu Borussia Mönchengladbach. Vụ việc trên là kết quả của "cuộc chỉ trích bằng lời nói" nhằm vào trọng tài. Deniz Aytekin, một vị trọng tài tuyên bố rằng hành vi của Klopp là "thô lỗ nhiều hơn một lần". CEO của Dortmund, ông Hans-Joachim Watzke nói rằng "tôi phải hỗ trợ Jürgen Klopp 100% trong trường hợp này" bởi vì ông thấy chẳng còn lý do nào để phạt tiền và phủ nhận rằng Klopp có xúc phạm vị trọng tài thứ tư.
Tháng 4 năm 2015, Klopp thông báo rằng ông sẽ rời Borussia Dortmund vào cuối mùa 2014-15 để có một kì nghỉ phép. Trận đấu cuối cùng của ông trên băng ghế huấn luyện đội là trận chung kết Cúp bóng đá Đức 2015, nơi Dortmund để thua 1-3 trước VfL Wolfsburg. Ông kết thúc với kỉ lục 179 chiến thắng, 69 trận hòa và 70 thất bại.

### Liverpool (2015-2024)

#### 2015-2018: Khởi đầu & những thất bại tại các trận chung kết

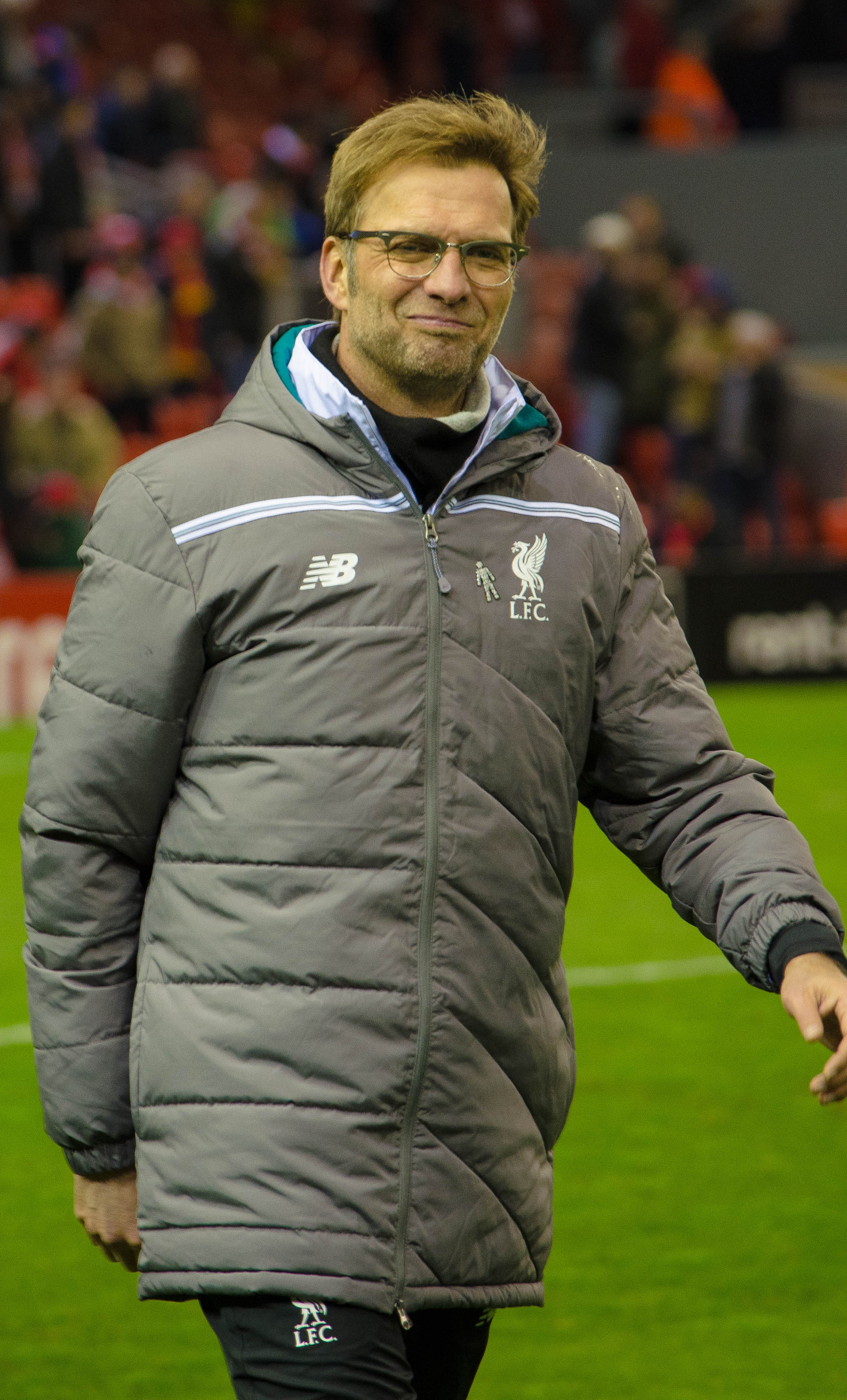
Juergen Klopp trước trận đấu với FC Augsburg vào ngày 25 tháng 2 năm 2016 tại Europa League

Ngày 8 tháng 10 năm 2015, Jürgen Klopp đồng ý một bản hợp đồng 3 năm để trở thành huấn luyện viên trưởng của Liverpool thay thế người tiền nhiệm Brendan Rodgers. Trận ra mắt của ông là trận làm khách trước Tottenham Hotspur ngày 17 tháng 10 năm 2015. Ngày 28 tháng 10 năm 2015, Klopp giúp đội có chiến thắng đầu tiên trên cương vị thuyền trưởng "The Kop" trước Bournemouth ở Cúp Liên đoàn Anh để giành vé vào vòng tứ kết. Chiến thắng đầu tiên tại giải Ngoại hạng đến 3 ngày sau đó, thắng lợi sân khách 3-1 trước Chelsea. Sau khi hòa ba trận đầu tiên của UEFA Europa League, Liverpool đánh bại Rubin Kazan 1-0 trong chiến thắng đầu tiên của Klopp ở cúp châu Âu trên cương vị huấn luyện viên trưởng Liverpool.
Ngày 6 tháng 2 năm 2016, ông bỏ lỡ một trận đấu ở giải Ngoại hạng để có một cuộc phẫu thuật vì nghi ngờ bị viêm ruột thừa. Ngày 28 tháng 2 năm 2016, Liverpool để thua Manchester City 3-1 tại sân vận động Wembley trong trận chung kết Cúp Liên đoàn 2016 trên chấm phạt đền. Ngày 17 tháng 3 năm 2016, "The Kop" của Klopp tiến đến vòng tứ kết của UEFA Europa League bằng việc đánh bại Manchester United chung cuộc 3-1. Ngày 14 tháng 4 năm 2016, Liverpool lội ngược 3-1 trong trận lượt về đối đầu đội bóng cũ của Klopp Borussia Dortmund và giành chiến thắng 4-3, đoạt tấm vé vào bán kết Europa League với tỉ số chung cuộc 5-4. Ngày 5 tháng 6 năm 2016, Klopp đưa Liverpool đến trận chung kết cúp châu Âu đầu tiên kể từ năm 2007 bằng cách đánh bại Villarreal chung cuộc 3-1 ở vòng bán kết. Trong trận chung kết, Liverpool đối mặt nhà đương kim vô địch Sevilla và để thua đại diện Tây Ban Nha 1-3 dù Daniel Sturridge ghi bàn mở tỉ số ngay hiệp 1. Liverpool kết thúc mùa giải 2015–16 ở vị trí thứ 8, qua đó không được dự cúp châu Âu.
Ngày 8 tháng 7 năm 2016, Klopp và các trợ lý ký hợp đồng gia hạn đến 2022. Trước đó, Liverpool đã sở hữu bản hợp đồng Sadio Mané trị giá 30 triệu bảng từ Southampton. Liverpool đủ điều kiện tham dự Champions League lần đầu tiên kể từ 2014–15 vào ngày 21 tháng 5 năm 2017, sau chiến thắng 3–0 trên sân nhà trước Middlesbrough và đứng thứ tư trong mùa giải 2016–17.
Tháng 6 năm 2017, câu lạc bộ đã chiêu mộ thành công cầu thủ người Ai Cập Mohamed Salah từ A.S. Roma với mức giá chuyển nhượng 42 triệu Euro, cùng Virgil van Dijk với mức phí chuyển nhượng kỷ lục 75 triệu bảng , và bán Philippe Coutinho cho FC Barcelona với mức giá 160 triệu Euro cùng vào mùa đông. Mùa giải 2017-18, nhờ sự xuất sắc của bộ ba Salah - Firmino - Mané, Liverpool đứng thứ 4 chung cuộc ở giải ngoại hạng. Còn ở đấu trường Champions League, đội bóng đã lần lượt vượt qua Porto, Man City và A.S. Roma để vào đến trận chung kết gặp Real Madrid. Tuy nhiên, The Kop để thua với tỉ số 1-3.

#### 2018-2024: Thành công nối tiếp
Trong 2 kỳ chuyển nhượng mùa hè, Klopp đã thực hiện một số bản hợp đồng nổi tiếng bao gồm tiền vệ Naby Keïta và Fabinho, tiền đạo Xherdan Shaqiri và thủ môn Alisson Becker. Đến mùa giải 2018-2019, Liverpool xuất sắc sau khi bỏ xa Manchester City tận 7 điểm để nắm chắc ngôi đầu nhưng sau đó là hàng loạt cú sẩy chân trong tháng 3 khiến họ rơi xuống vị trí thứ 2, chung cuộc Liverpool về nhì với 97 điểm, số điểm cao nhất trong lịch sử của đội bóng này nhưng vẫn ít hơn đội vô địch là Manchester City với 98 điểm. Tại Champions League, đội bóng lần lượt vượt qua Bayern Munich, Porto để vào bán kết gặp Barcelona. Trận gặp Barcelona tại lượt về bán kết Champions League là một trong những trận đấu ngược dòng kinh điển của lịch sử Champions League. Sau khi để thua lượt đi tại Camp Nou với tỉ số 3-0, đội bóng đã ngược dòng không tưởng tại trận lượt về tại Anfield với tỉ số 4-0 bởi cú đúp của Origi và Georginio Wijnaldum, qua đó kết thúc trận đấu với tỷ số 4-3 để vào đến trận chung kết gặp đối thủ cùng quốc gia là Tottenham. Ở trận chung kết diễn ra tại thành phố Madrid, với 2 pha lập công của Salah và Origi đã giúp Liverpool đánh bại Tottenham, qua đó mang về danh hiệu đầu tiên dưới thời Jürgen Klopp và là danh hiệu thứ 6 cho đội bóng tại đấu trường này. Sau đó, đội còn giành được thêm 2 danh hiệu quốc tế là UEFA Super Cup trước Chelsea và FIFA Club World Cup trước đại diện đến từ Brazil Flamengo để kết thúc một năm 2019 đầy rực rỡ.
The Kop bước sang năm 2020 với vị trí đầu bảng Giải bóng đá Ngoại hạng Anh,dẫn trước đội xếp thứ 2 là Manchester City tới 16 điểm. Tuy nhiên đại dịch COVID-19 ảnh hưởng đến tất cả các hoạt động thể thao trên thế giới, Ngoại hạng Anh cũng đồng thời bị hoãn. Liverpool đang dẫn đầu bảng xếp hạng Ngoại Hạng Anh với 82 điểm, bỏ xa đội thứ 2 Manchester City với 57 điểm. Ban tổ chức Ngoại hạng Anh đã lên kế hoạch trao cúp vô địch sớm cho Liverpool nhưng các đội bóng khác đã lên tiếng phản đối và yêu cầu hủy kết quả mùa giải, tiêu biểu là West Ham United và Tottenham.
Rạng sáng ngày 26 tháng 6 năm 2020, ở vòng 31, Chelsea đánh bại Man City 2-1. Cùng với việc Liverpool thắng Crystal Palace khiến khoảng cách giữa Man City và Liverpool được nới rộng lên thành 23 điểm. Vì Ngoại Hạng Anh chỉ còn 7 vòng đấu nữa là kết thúc nên thầy trò HLV Guardiola đã chính thức hết cơ hội bám đuổi Liverpool. Ngôi vương đã thuộc về Juergen Klopp và các học trò một cách đầy xứng đáng. Liverpool lập kỷ lục vô địch sớm 7 vòng đấu.
Sau khi giành chiến thắng trong 3 trận mở màn của mùa giải 2020–21 trước Leeds United, Chelsea và Arsenal, vào ngày 4 tháng 10 năm 2020, ở vòng 5, Liverpool đã nhận cú sốc lớn khi để thua 2-7 trước Aston Villa, đây là lần đầu tiên Liverpool thủng lưới 7 bàn trong một trận đấu kể từ năm 1963. Cùng với chấn thương của các trụ cột, Liverpool thi đấu sa sút và chỉ kết thúc mùa giải ở vị trí thứ 3.
Sang mùa giải 2021-22, Liverpool đã 2 lần đánh bại Chelsea ở chung kết Carabao Cup, và FA Cup đều ở loạt luân lưu. Ngày 28/4/2022, Jurgen Klopp ký hợp đồng mới với Liverpool có thời hạn đến năm 2026. Tuy nhiên, đội về nhì tại giải quốc nội với 92 điểm, đứng sau Manchester City với 1 điểm ít hơn, và nhận thất bại 0-1 tại chung kết Champions League trước Real Madrid.
Tại mùa giải 2022-23, ông giúp Liverpool đoạt Siêu cup Anh lần đầu tiên khi đánh bại Manchester City 3-1. Ông cũng giúp Liverpool thắng đậm Manchester United 7-0 trên sân nhà vào tháng 3, nhưng kết thúc mùa giải với vị trí thứ 6, qua đó có lần đầu bật khỏi Top 4 sau 6 năm liên tiếp.
Vào ngày 26/1/2024, Jurgen Klopp bất ngờ thông báo chia tay đội bóng sau khi mùa giải 2023-2024 khép lại, vì đang "cạn năng lượng". Klopp cũng đề cập rằng ông "sẽ không dẫn dắt một đội bóng nào khác ở Anh ngoài Liverpool". Trong mùa giải cuối cùng tại Liverpool, ông giúp đội vô địch Carabao Cup khi vượt qua Chelsea 1-0 sau hiệp phụ, và giúp Liverpool kết thúc mùa giải với vị trí thứ 3. Tổng kết lại, Klopp đã thu về khá nhiều danh hiệu tại Anfield, vô địch Premier League, Champions League, FA Cup, League Cup (2 lần), FIFA Club World Cup, UEFA Super Cup và Community Shield. Tại Premier League, ông đã cầm quân 333 trận, với 208 trận thắng, 78 trận hòa và 47 trận thua, với tỷ lệ chiến thắng là 62,5% với 2,11 điểm mỗi trận, với 712 bàn thắng và 331 bàn thua.
Tuần gần đến trận đấu cuối cùng của Klopp cho câu lạc bộ bao gồm nhiều phương tiện truyền thông tung ra các cuộc phỏng vấn và tưởng nhớ xung quanh sự ra đi của ông; Klopp mô tả đây là "tuần căng thẳng nhất". hy vọng sẽ có một bức tượng được tạo ra" và Jamie Carragher nói rằng "Klopp là Shankly của thời đại này". Trận đấu cuối cùng của ông là chiến thắng 2–0 trước Wolverhampton Wanderers tại Anfield. Khi bắt đầu trận đấu, các biểu ngữ và áp phích của người hâm mộ đã được dán được nhìn thấy khắp Kop với một câu nói đáng chú ý: "Những kẻ nghi ngờ. Những người tin tưởng. Kẻ chinh phục." Sau tiếng còi mãn cuộc, lễ trao giải thưởng ngay trên sân diễn ra với John W. Henry trao giải thưởng cho Klopp và đội ngũ huấn luyện, Thiago Alcântara và Joël Matip. Klopp và đội ngũ huấn luyện mặc áo liền quần màu đỏ có dòng chữ 'I'll Never Walk Alone Again' ở phía sau và ' Thank You Luv' ở mặt trước - cụm từ gắn liền với thành phố Liverpool. Klopp đã được vinh danh và trao tặng bản sao của tất cả các danh hiệu mà ông đã giành được trong gần 9 năm ở câu lạc bộ trước khi có bài phát biểu trước người hâm mộ. Trong bài phát biểu của mình, Klopp  khuyến khích người hâm mộ chào đón và ôm lấy người quản lý mới, Arne Slot với niềm tin; Klopp nói: "Bạn chào đón người quản lý mới như bạn chào đón tôi. Bạn nỗ lực hết mình ngay từ ngày đầu tiên. Và bạn tiếp tục tin tưởng và thúc đẩy đội bóng. Thay đổi là tốt." Klopp tiếp tục hô vang "Arne Slot, La La La La La" (theo nhịp điệu của Bài hát của Opus Live Is Life) và khiến người hâm mộ hô vang. Để kết thúc buổi lễ, màn trình diễn "You'll Never Walk Alone" được người hâm mộ và các cầu thủ hát vang lên cùng với những giọt nước mắt tuôn rơi khắp sân vận động vào buổi chiều hôm ấy.

### Red Bull (2025-)
Từ năm 2025 Jurgen Klopp sẽ đảm nhận công việc Giám đốc bóng đá toàn cầu của tập đoàn Red Bull theo một bản hợp đồng dài hạn.

## Phong cách huấn luyện
Klopp là một trong những HLV đáng chú ý sử dụng chiến thuật Gegenpressing, đặc điểm của chiến thuật này là chủ động giành lại bóng khi mất quyền kiểm soát bóng. Theo ông, một hệ thống phản công tốt sẽ hiệu quả hơn các cầu thủ kiến tạo. Klopp nói về chiến thuật pressing của ông rằng: "Thời điểm tốt nhất để giành lại bóng là sau khi để mất nó. Trong lúc cầu thủ đối phương đang tìm vị trí chuyền bóng. Anh ta sẽ tập trung vào tắc, cắt, hoặc chặn bóng và sẽ tiêu hao năng lượng. Đây là lúc anh ta yếu nhất". Chiến thuật của HLV người Đức yêu cầu các cầu thủ phải có tốc độ, cách tổ chức đội hình và thể lực, sức bền tốt cũng như tính kỉ luật cao. Trong trận bóng, đội bóng của Klopp triển khai pressing hạn chế không gian của đối phương nhằm ép đối thủ phải chuyền bóng dẫn tới sơ hở, đồng thời phòng thủ trước những đường bóng dài nhắm tới khu cấm địa. Mặc dù đem lại khả năng tấn công mạnh mẽ nhưng Klopp đã nhiều lần bị chỉ trích vì không thể điều khiển trận đấu và giữ sạch lưới. Trong thời gian ở Liverpool, Klopp đã hoàn thiện lối chơi với khả năng kiểm soát bóng tốt hơn và một hàng tiền vệ có tổ chức. Nhờ bản hợp đồng với Alisson, Virgil van Dijk, Naby Keïta và Fabinho trước mùa giải 2018–19, Liverpool đã đạt được thành tích khởi đầu mùa giải xuất sắc nhất lịch sử câu lạc bộ và ở giai đoạn giữa mùa, khi chỉ để thủng lưới 7 bàn và giữ sạch lưới trong 12 trận.

## Truyền thông
Kể từ năm 2005, Klopp thường xuất hiện trên truyền hình trong vai trò bình luận viên, và đưa ra nhận định của ông ở những trận đấu của đội tuyển Đức. Ngày 20 tháng 10 năm 2006, ông được trao giải thưởng truyền hình Đức ở hạng mục chương trình thể thao xuất sắc nhất. Sau Euro 2008. vị trí của ông được Oliver Kahn thay thế. Tại World Cup 2010, Ông cộng tác với đài RTL cùng với Günther Jauch.

## Đời sống cá nhân
Ông có hai người con trai, trong đó một người từng đá cho Borussia Dortmund II trước khi phải giải nghệ do chấn thương. Từ năm 2009, Klopp sống tại Herdecke, nơi nhiều cầu thủ Borussia Dortmund cũng đang sinh sống. Klopp là một Kitô hữu Tin Lành.
Ngày 2 tháng 1 năm 2022, ông được phát hiện dương tính với COVID-19.

## Thống kê huấn luyện
Tính đến ngày 30 tháng 6 năm 2022
| Mainz 05          | 27 tháng 2 năm 2001 | 30 tháng 6 năm 2008\| style="text-align:center" \|270 | 109 | 78  | 83  | 040,4 | 109   | 78  | 83  | 040,4 | [ 109 ] |  |
| Borussia Dortmund | 1 tháng 7 năm 2008  | 30 tháng 6 năm 2015\| style="text-align:center" \|317 | 178 | 69  | 70  | 056,2 | 178   | 69  | 70  | 056,2 | [ 110 ] |  |
| Liverpool         | 8 tháng 10 năm 2015 | 30 tháng 6 năm 2024\| style="text-align:center" \|382 | 235 | 86  | 61  | 061,5 | 235   | 86  | 61  | 061,5 | [ 111 ] |  |
| Tổng cộng         | Tổng cộng           | Tổng cộng                                             | 969 | 522 | 233 | 214   | 053,9 | 522 | 233 | 214   | 053,9   |  |

## Danh hiệu

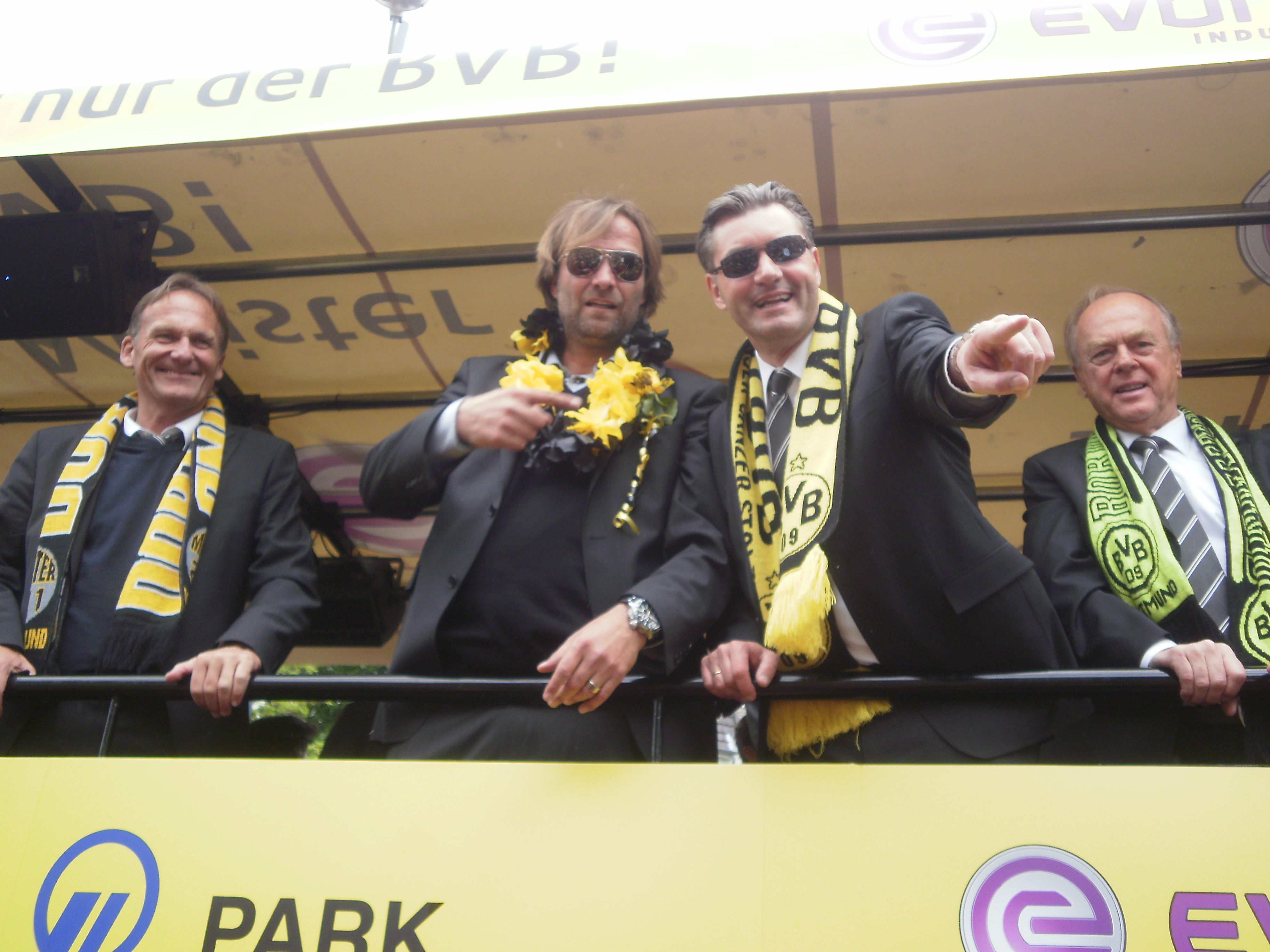
Klopp (thứ hai từ trái sang) ăn mừng chiến thắng Bundesliga năm 2011.

#### Borussia Dortmund
- Bundesliga: 2010–11, 2011–12
- DFB Pokal: 2011–12
- DFL-Supercup: 2013, 2014

#### Liverpool
- Premier League: 2019–20
- FA Cup: 2021–22
- EFL Cup: 2021–22, 2023–24
- FA Community Shield: 2022
- UEFA Champions League: 2018–19
- UEFA Super Cup: 2019
- FIFA Club World Cup: 2019

### Cá nhân
- Huấn luyện viên bóng đá Đức của năm: 2011,[112] 2012,[112] 2019[113]
- Deutscher Fernsehpreis: 2006, 2010[114][115]
- Onze d'Or Coach of the Year: 2019[116]
- The Best FIFA Men's Coach: 2019,[117] 2020[118]
- IFFHS World's Best Club Coach: 2019[119]
- IFFHS Men's World Team: 2019[120]
- World Soccer Awards World Manager of the Year: 2019[121]
- Globe Soccer Awards Best Coach of the Year: 2019[122]
- LMA Hall of Fame: 2019[123]
- LMA Manager of the Year: 2020,[124] 2022[125]
- Huấn luyện viên Ngoại hạng Anh xuất sắc nhất mùa giải: 2019–20,[126] 2021–22[127]
- Huấn luyện viên xuất sắc nhất tháng Giải bóng đá Ngoại hạng Anh: September 2016, December 2018, March 2019, August 2019, September 2019, November 2019, December 2019, January 2020, May 2021[128]
- BBC Sports Personality of the Year Coach Award: 2020[129]